# Бой под Равой
Бой под Равой (польск. Bitwa pod Rawą) — столкновение, произошедшее 23 января (4 февраля) 1863 год на окраинах Равы-Мазовецкой в ходе Январского восстания между российскими правительственными солдатами и повстанцами.

## Предыстория
С началом Январского восстания город Рава-Мазовецкая остался под контролем русской администрации. На его окраинах располагались казармы местного гарнизона, насчитывавшего 120 солдат и офицеров правительственных войск, а также тюрьма, в которой содержалось около 400 человек, обвинённых в прямом участии в  восстании или его поддержке. Отряд братьев Александра и Франтишека Соколовских (1835 — 1866), действовавший в окрестностях города, насчитывал около 200 человек, ими было принято решение напасть на тюрьму и освободить заключенных. Для этого они соединились с группой повстанческого полковника Антония Езераньского, насчитывавшей 375 человек. В результате чего их общие силы возросли до 575 человек.

## Бой
В ночь на 23 января (4 февраля) 1863 года они подошли к окраинам местечка. Езёраньский приказал шести повстанцам разведать обстановку в городе. Вскоре разведчики сообщили, что улицы пусты, а русский гарнизон не ожидает нападения. Тогда Езёраньский приказал группе зайти в город, но не стрелять, пока они не окажутся на максимально близком расстоянии от русских казарм. Повстанцы без боя оказались на окраинах и подожгли несколько казарм с помощью факелов и горящих комков сена, это послужило сигналом к началу атаки.
Поняв в чём дело, гарнизон регулярных войск из 120 человек начал неорганизованное сопротивление, завязав перестрелку с мятежниками. Однако повстанцы уже полностью владели ситуацией и некоторые из русских солдат погибли в огне и едком дыме, не успев даже выбраться из казарм. Другие же в панике выпрыгивали из окон второго этажа, ломая ноги и попадая под косы и пули повстанцев. Небольшое число русских солдат открыло оружейный огонь по мятежникам, однако вскоре и их сопротивление было подавлено. Повстанцам пришлось отказаться от занятия всего местечка, так как Езераньский получил сведения о том, что по направлению к нему движется отряд регулярных войск общим числом до 1 000 человек, с несколькими орудиями, и был вынужден отдать приказ об отступлении.

## После боя
Бой завершился полной победой восставших. По русским данным регулярные войска потеряли 2 убитых, 4 раненых и 6 пропавших без вести, по другим данным, 18 убитых и около 50 раненых и пленных, многие из оставшихся в живых разбежались. Повстанцы же потеряли по польским данным 8 человек убитыми и 17 ранеными, а по русским 6 убитых и 11 раненых, ими было освобождено более 400 человек заключенных, большая часть из которых присоединилась к мятежникам, кроме того захвачено более 100 единиц огнестрельного оружия и около 20 лошадей. После боя повстанцы ушли на юг. И после нескольких незначительных стычек с регулярными войсками, отряд был разбит лишь в первом сражении под Малогощем 12 (24) февраля 1863 года.